# Under bøgen (album)
Under bøgen er et opsamlingsalbum med Gnags, udgivet i 1988. Det indeholder sange perioden 1978-1988. Udover numre, der tidligere havde været udgivet på Gnags' studiealbums i denne periode, indeholder Under bøgen også "Rejsegrammofonen", der blev udgivet som single i 1988.
"Slingrer ned ad Vestergade" og "Rytmehans" – samt "Burhøns" på cd-udgaven – optræder i liveversioner, mens "Under bøgen" er en genindspilning fra 1988 (originalversionen findes på Er du hjemme i aften fra 1978).

## Numre

### Side 1
1. "Rejsegrammofonen" (4:05)
2. "Under bøgen" (4:30)
3. "Danmark" (4:15)
4. "Elskende i natten" (3:25)
5. "Safari" (3:28)
6. "Vilde kaniner" (4:10)

### Side 2
1. "Den dejligste morgen" (4:38)
2. "Går med hunden gennem byen" (3:16)
3. "Sensommer på strøget" (3:58)
4. "Kærester" (4:18)
5. "Slingrer ned ad Vestergade" (live) (4:40)
6. "Rytmehans" (live) (4:35)

Bonusnummer på cd-udgaven:
1. "Burhøns" (live) (8:00)